# Olenecamptus tessellata
Olenecamptus tessellata är en skalbaggsart som beskrevs av William Lucas Distant 1898. Olenecamptus tessellata ingår i släktet Olenecamptus och familjen långhorningar.
Artens utbredningsområde är:
- Angola.
- Moçambique.
- Zimbabwe.

Inga underarter finns listade i Catalogue of Life.